# Il giorno dopo (Mia Martini)
Il giorno dopo è il terzo album musicale di Mia Martini, pubblicato il 25 maggio 1973, dalla Dischi Ricordi. Si tratta del 33 giri più venduto della cantante calabrese.

## Il disco
Un anno dopo Nel mondo, una cosa, Mia Martini ottiene l'ennesimo riscontro commerciale con Il giorno dopo, altro esempio di concept album, in quanto le numerose canzoni sono legate da una tematica comune, ovvero l'abbandono irrazionale alla passione verso l'uomo, fonte di gioia e dolore.
Pubblicato nella primavera 1973, il disco vede la collaborazione con Franco Califano, Maurizio Fabrizio, Antonello Venditti, Franca Evangelisti, Dario Baldan Bembo e Bruno Lauzi, già autori dei due grandi successi precedenti Piccolo uomo e Donna sola.
Il disco viene aperto da Ma quale amore, scritta da Antonello Venditti e Franca Evangelisti, nella quale viene evidenziato il profondo cambiamento tra l'amore di un tempo e ciò nella quale si è trasformato oggi, una triste abitudine (E per la notte vado bene, poi domani buongiorno e via / Ma quale amore ma credi, sia scema).
Picnic è l'adattamento italiano curato da Maurizio Piccoli del brano Your Song, canzone scritta da Elton John che nel 1970 lo fece conoscere al grande pubblico.
Il brano trainante dell'album è Minuetto, celeberrima canzone scritta da Franco Califano e Dario Baldan Bembo, suo 45 giri più venduto che vince per la seconda volta consecutiva il Festivalbar e arriva al 1º posto in Hit Parade durante l'estate ottenendo un disco di platino per le vendite.
Tra le altre troviamo la struggente Il guerriero, scritta sempre da Franco Califano e la ballad Bolero, scritta da Dario Baldan Bembo e Maurizio Piccoli, due delle maggiori hit dell'autunno '73, presentate alla Mostra Internazionale di Musica Leggera e successivamente promosse in programmi come Under 20 (1º dicembre 1973) e Quando il topo ci mette la coda (29 dicembre 1973).
In Bolero, canzone inizialmente destinata dalla sorella Loredana, fu peraltro censurato il verso Il pensiero è un gesto libero, se vuoi, giudicato 'eversivo' nel diffuso clima di sospetto che caratterizzò gli Anni di piombo.
La malattia, scritta da Maurizio Piccoli, è una delle prime canzoni italiane su un tema all'epoca tabù come la tossicodipendenza, che sfocia in un ritornello melodioso e struggente in un crescendo d'intensità orchestrale.
Paolo Limiti dà il suo contributo al disco con Signora, adattamento di Señora di Joan Manuel Serrat, presentata da Mia Martini durante lo spettacolo Senza rete (11 agosto 1973), insolita invettiva contro una suocera insensibile (Lo so che lei non l'ha cresciuto per una come me, peccato / Prima di maledirmi, ripensi all'alba di quel giorno, in cui sognava anche lei, signora).
Chiude il disco Dove il cielo va a finire, brano significativo e suggestivo scritto da Maurizio Fabrizio in ricordo di un amico scomparso: un tentativo di raggiungere quel luogo ideale e pacificato in cui tutto giunge e viene riconosciuto per ciò che è.
L'album contiene inoltre un inserto fotografico di dodici pagine con fotografie di Roberto Rocchi scattate nello studio dell'avvocato Crocetta.

## Tracce
1. Ma quale amore – 4:00 (testo: Franca Evangelisti – musica: Antonello Venditti)
2. Picnic – 3:45 (Adattamento di Maurizio Piccoli) – Cover di Your Song di E. John
3. Il guerriero – 3:38 (testo: Franco Califano, Maurizio Piccoli – musica: Maurizio Piccoli)
4. Bolero – 4:33 (testo: Maurizio Piccoli – musica: Dario Baldan Bembo, Leonardo Ricchi)
5. Dimmelo tu – 4:00 (testo: Luigi Albertelli – musica: Massimo Guantini)
6. Minuetto – 4:44 (testo: Franco Califano – musica: Dario Baldan Bembo)
7. Mi piace – 3:46 (testo: Bruno Lauzi – musica: Carmelo La Bionda, Michelangelo La Bionda)
8. La malattia – 4:39 (Maurizio Piccoli)
9. Tu sei così – 3:53 (testo: Luigi Albertelli – musica: Massimo Guantini)
10. La discoteca – 3:07 (Maurizio Piccoli)
11. Signora – 2:30 (adattamento di Paolo Limiti) – Cover di Señora di Joan Manuel Serrat
12. Dove il cielo va a finire – 5:15 (testo: Salvatore Fabrizio – musica: Maurizio Fabrizio)

## Accoglienza
| Recensione | Giudizio              |
| ---------- | --------------------- |
| Ondarock   | 7,5 / 10 -consigliato |

Grazie all'abbondante promozione televisiva e radiofonica, il disco supera il successo del precedente album, vendendo circa mezzo milione di dischi posizionandosi al 6º posto della classifica degli album più venduti. e che consacra Mia Martini tra le regine delle vendite discografiche in Italia assieme a Ornella Vanoni e Patty Pravo.
Il 26 maggio 2023, in occasione del cinquantesimo anniversario della sua uscita, l'album viene pubblicato in una nuova edizione con il titolo Il giorno dopo - 50th Anniversary Edition – Remastered 2023. La ristampa presenta una nuova versione rimasterizzata dai nastri originali a 24 bit – 192 Khz del disco in doppio vinile nero in edizione limitata numerata, con un libretto di dodici pagine estratte dalla prima pubblicazione e 3 bonus track che includono la versione spagnola e francese di Minuetto e per la prima volta la base originale del singolo.

### Classifiche
| Classifica (1973) | Posizione massima |
| ----------------- | ----------------- |
| Italia            | 6                 |

## Formazione
- Mia Martini: voce
- La Bionda: chitarra
- Salvatore Fabrizio: chitarra
- Furio Bozzetti: batteria
- Maurizio Fabrizio: chitarra
- Dario Baldan Bembo: tastiera
- Massimo Luca: chitarra
- Leonardo Ricchi: chitarra
- Andy Surdi: batteria
- Cosimo Fabiano: basso
- Grimm: cori